# María de los Ángeles Valdez
María de los Ángeles Valdez es una deportista mexicana que compitió en atletismo adaptado. Ganó cinco medallas en los Juegos Paralímpicos de Verano en los años 1980 y 1984.

## Palmarés internacional
| Juegos Paralímpicos | Juegos Paralímpicos                                        | Juegos Paralímpicos | Juegos Paralímpicos |
| Año                 | Lugar                                                      | Medalla             | Prueba              |
| ------------------- | ---------------------------------------------------------- | ------------------- | ------------------- |
| 1980                | Arnhem (Países Bajos)                                      | Medalla de oro      | 60 m 3              |
| 1980                | Arnhem (Países Bajos)                                      | Medalla de oro      | 4 × 60 m 2-5        |
| 1980                | Arnhem (Países Bajos)                                      | Medalla de plata    | 200 m 3             |
| 1980                | Arnhem (Países Bajos)                                      | Medalla de plata    | 400 m 3             |
| 1984                | Nueva York (Estados Unidos) Stoke Mandeville (Reino Unido) | Medalla de bronce   | 400 m 3             |